# Bagno Grzybna
Rezerwat przyrody Bagno Grzybna – torfowiskowy rezerwat przyrody na terenie Borów Tucholskich w województwie kujawsko-pomorskim. Utworzony w 1982 roku w celu ochrony ze względów naukowych i dydaktycznych śródleśnego torfowiska z roślinnością charakterystyczną dla torfowisk wysokich oraz przejściowych.
Powierzchnia rezerwatu wynosi 6,26 ha, wokół niego wyznaczono otulinę o powierzchni 6,38 ha.
Obszar rezerwatu podlega ochronie czynnej.

## Akt powołujący
- Zarządzenie Ministra Leśnictwa i Przemysłu Drzewnego z dnia 26 marca 1982 r. w sprawie uznania za rezerwat przyrody (M.P. z 1982 r. Nr 10, poz. 74)[1]

## Lokalizacja
Rezerwat położony jest w gminie Tuchola w powiecie tucholskim na terenie Tucholskiego Parku Krajobrazowego. Najbliższe miejscowości to wsie Biała oraz Okoniny. Rezerwat leży na obszarze Nadleśnictwa Woziwoda.

## Charakterystyka
Rezerwat „Bagno Grzybna” znajduje się w bezodpływowym obniżeniu wytopiskowym. Na jego terenie wykształciły się charakterystyczne dla torfowisk zespoły roślinne, takie jak:
- mszary kępowo-dolinkowate,
- pło mszarne z turzycą bagienną,
- pło mszarne z turzycą obłą.

Inne rzadkie gatunki roślin występujące w rezerwacie to:
- pływacz drobny,
- pływacz pośredni,
- bagnica torfowa,
- bagno zwyczajne,
- trzcinnik lancetowaty,
- nerecznica grzebieniasta,
- torfowiec brunatny.

Fauna występująca na terenie rezerwatu to m.in.:
- żaba jeziorkowa,
- żaba trawna,
- żaba moczarowa,
- zaskroniec zwyczajny,
- żuraw popielaty,
- dziwonia.

## Turystyka
W pobliżu rezerwatu „Bagno Grzybna” swój przebieg ma szlak turystyki pieszej PTTK:
-  szlak Partyzantów AK : Czersk - Szlachta.

Rezerwat znajduje się nieopodal drogi gruntowej z Białej do Okonin, jednak dotarcie do niego jest utrudnione z powodu braku parkingu.